# Science Museum Group
O Science Museum Group (SMG) é um grupo de museus do Reino Unido, sendo composto por:
- Science Museum, em South Kensington, Londres.
- Museum of Science and Industry, em Manchester
- National Railway Museum, em York.
- Shildon Locomotion Museum, no Condado de Durham.
- National Media Museum (antes National Museum of Photography, Film and Television), em Bradford.
- Science Museum at Wroughton, em Swindon, Wiltshire.

Até 1 de abril de 2012, o grupo era conhecido como National Museum of Science and Industry (NMSI).

## História
O termo "National Museum of Science and Industry" havia sido usado como subtítulo do Science Museum desde o início da década de 1920. O National Railway Museum e o National Photography Museum foram estabelecidos mais tarde. O Science Museum foi conduzido diretamente pelo governo britânico até 1984, quando um Conselho de Curadores (Board of Trustees) foi estabelecido pelo National Heritage Act (1983) e NMSI foi adotado como título corporativo para toda a organização. Neste ponto, ele já não funcionava como parte de um departamento do governo central; em vez disso, ele agora tinha o status de um organismo público não-departamental, que operava no setor público mas em separado de seu departamento de governo parceiro, o Departamento de Cultura, Mídia e Esportes. O NMSI opera como uma instituição beneficente; Também tem uma empresa subsidiária,NMSI Trading Limited, que foi criada em 1988.
A partir de janeiro de 2012 o Museum of Science and Industry, em Manchester, tornou-se parte do grupo.
Havia a preocupação de que alguns dos museus da SMG fechariam devido a revisão de gastos de 2013.

## Diretores do NMSI
A seguir estão diretores do National Museum of Science and Industry e do Science Museum:
- Dama Margaret Weston DBE FMA (1973–1986)
- Sir Neil Cossons OBE FSA FMA (1986–2000)
- Dr. Lindsay Sharp (2000–2005)
- Prof. Martin Earwicker FREng (2006–2007)

A seguir estão, separadamente, diretores do NMSI:
- Prof. Martin Earwicker FREng (2007–2009)
- Molly Jackson (2009)
- Andrew Scott CBE (2009–2010)
- Ian Blatchford (2010–)